# 中村博 (作曲家)
中村 博（なかむら ひろし、1982年4月24日 - ）は、日本のギタリスト、作曲家、編曲家。
大阪府出身。音楽プロダクションイマジン所属

## 来歴
高校1年のときに友達のエレキギターを借りて遊んだことがきっかけとなり、ギタリストを志す。ベニーケー、hiro（SPEED）のCDに参加、また、扇愛菜、TAKEandMARKIEなどのバンド＆ユニットでバンマスやサポートとして参加するなどスタジオミュージシャンとしての活動を続けていた。同じ専門学校だった森晴義（Halyosy）のバンド「s+h」にサポートメンバーとして参加した後、absorbに改名される際に正式メンバーとなり、インディーズレーベルELECレコードと契約。 （主にアレンジ、ギター、コーラス担当） 桜の雨（エジプトやアメリカなどでも歌われる）やfire flower、smilingなどyoutube、ニコニコ動画等で、２００万再生を超える。absorb解散後の現在はサポートギター、スタジオワーク、作曲編曲などで活動中。現在は音楽プロダクションのイマジンに所属しテレビ番組の音楽やアニメの劇伴など幅広く手がけている。

## 主な作品

### 音楽
- クレヨンしんちゃん 超華麗!灼熱のカスカベダンサーズ（2025年）
- いずれ最強の錬金術師?（2025年）[2]
- でーじミーツガール（2021年）[3]
- 織田シナモン信長（2020年）共同：宮崎慎二
- ぴったんこ！！ねこざかな（2019年）
- クレヨンしんちゃん 外伝 おもちゃウォーズ（2016年）
- エンドライド（2016年）共同：田中公平
- 新あたしンち（2015年）共同：多田彰文
- となりの関くん（2014年）共同：多田彰文

### 作・編曲
- クレヨンしんちゃん 挿入歌「世界でいちばん熱い夏」（2025年）※編曲を担当
- ダメプリ ANIME CARAVAN エンディングテーマ１「Light&Shade;」（2018年）
- ダメプリ ANIME CARAVAN エンディングテーマ２「Promise」（2018年）
- ダメプリ ANIME CARAVAN エンディングテーマ３「Treasure」（2018年）
- ONE PIECE Island Song Collection全10曲（2017年）
- DAME×PRINCE(ダメプリ）キャラクターソング「Beautiful flower」（2017年）
- DAME×PRINCE(ダメプリ）キャラクターソング「As the toy」（2017年）
- DAME×PRINCE(ダメプリ）キャラクターソング「The Cage」（2017年）
- ONE PIECEニッポン横断！47クルーズALBUM ”南“よりキャラクターソング「MEMORIES OF FLOWER」（2016年）
- グラン・ステージ 主題歌「飛翔～WE CAN FLY～」（2016年）
- グラン・ステージ キャラクターソング「Marionette」（2016年）
- グラン・ステージ キャラクターソング「2 be there」（2016年）
- グラン・ステージ キャラクターソング「Always On（My）Mind」（2016年）
- To LOVEる キャラクターソング「最愛Darling！」（2015）
- To LOVEる キャラクターソング「マルサンカクカゾク」（2015）
- 暗殺教室 オープニングテーマ「青春サツバツ論」（2015年）※編曲を担当
- 暗殺教室 キャラクターソング「Nuru Nuru Rap」（2015）
- キングダム キャラクターソング「飛矢の如く」
- キングダム キャラクターソング「しゃらり春風」
- 劇場版 ポールプリンセス!! 挿入歌「剣爛業火」
- ONE PIECE オープニングテーマ「あーーっす！」 - 編曲

### ゲーム

#### 作・編曲
- サクラ革命 ～華咲く乙女達～ 劇中歌 「Wonderful Future」（2020年）
- 暗殺教室アサシン育成計画!! 主題歌「3年E組ヌルヌル音頭」（2016年）
- DAME×PRINCE(ダメプリ）オープニングテーマ「×DA MEMBER×」（2016年）
- DAME×PRINCE(ダメプリ）エンディングテーマ「Precious Eternity」（2016年）
- DAME×PRINCE(ダメプリ）キャラクターソング「天翔Dynamite!」（2016）
- 神様はじめました キャラクターソング「契約の心」（2013年）
- 神様はじめました キャラクターソング「DO☆RE☆I☆デスティニー」（2013年）
- 神様はじめました キャラクターソング「ひとしずく」（2013年）
- 神様はじめました キャラクターソング「オネエ道」（2013年）
- SHOW BY ROCK!! キャラクターソング「TSUBASA」（2013年）